# Ligne 1 du tramway de Riga
La ligne 1 du tramway de Riga (en letton : 1. tramvaju maršruts) est une ligne du tramway de Riga en Lettonie.

## Présentation
La ligne de tramway 1 est la ligne de tramway des transports publics de Riga, qui relie le quartier d'Imanta au quartier de Jugla.
La longueur totale de la ligne 1 du tramway est de 36,587 km. 
La longueur totale de l'itinéraire Imanta-Jugla est de 18,286 km et la longueur totale de l'itinéraire Jugla-Imanta est de 18,291 km. 
En semaine, 27 rames circulent et les jours fériés, 11 rames. 
Actuellement, le tram 1 est la ligne de tramway la plus longue et la plus fréquentée de Riga. 
Le tram 1 est également l'itinéraire le plus utilisé non seulement du tramway, mais aussi de tous les transports publics de Riga. 
La ligne de tramway 1 est desservie à la fois par le 3ème dépôt de tramway de Rīgas satiksme (lv) et par le 5ème dépôt de tramway de Rīgas satiksme.

## Parcours
- Dans le sens Imanta—Jugla les rames circulent dans les rues: Dammes iela, Anniņmuižas bulvāris, Bebru iela, Kurzemes prospekts, Jūrmalas gatve, Slokas iela, Uzvaras bulvāris, Akmens tilts, 11. novembra krastmala, Maskavas iela, Centrāltirgus iela, Prāgas iela, 13. janvāra iela, Radio iela, K. Barona iela, Brīvības iela, Gaisa tilts, Brīvības gatve, Ropažu iela et  Brīvības gatve.

- Dans le sens Jugla—Imanta tramvaji les rames circulent dans les rues: Brīvības gatve, Ropažu iela, Brīvības gatve, Gaisa tilts, Brīvības iela, K. Barona iela, Radio iela, 13. janvāra iela, Prāgas iela, Centrāltirgus iela, Maskavas iela, 11. novembra krastmala, Akmens tilts, Uzvaras bulvāris, Slokas iela, Jūrmalas gatve, Kurzemes prospekts, Bebru iela, Anniņmuižas bulvāris un Dammes iela.

## Arrêts
La ligne de tramway 1 compte au total 74 arrêts. Il y a 37 arrêts dans le sens Imanta-Jugla, ainsi que 37 arrêts dans le sens Jugla-Imanta.
| N° | Arrêt                                           |
| -- | ----------------------------------------------- |
| 1  | Imanta                                          |
| 2  | Anniņmuižas bulvāris                            |
| 3  | Kleistu iela                                    |
| 4  | Imantas iela                                    |
| 5  | Kurzemes prospekts                              |
| 6  | Jūrmalas gatve                                  |
| 7  | Botāniskais dārzs / Rīgas Stradiņa universitāte |
| 8  | Baldones iela                                   |
| 9  | Mārtiņa iela                                    |
| 10 | Kalnciema iela                                  |
| 11 | Nometņu iela                                    |
| 12 | A. Grīna bulvāris                               |
| 13 | Uzvaras bulvāris                                |
| 14 | Nacionālā bibliotēka                            |
| 15 | Grēcinieku iela                                 |
| 16 | 13. janvāra iela                                |
| 17 | Stacijas laukums                                |
| 18 | Merķeļa iela                                    |
| 19 | Dzirnavu iela                                   |
| 20 | Ģertrūdes iela                                  |
| 21 | Bērnu pasaule                                   |
| 22 | Tallinas iela                                   |
| 23 | Sporta nams "Daugava"                           |
| 24 | Pērnavas iela                                   |
| 25 | Brīvības iela                                   |
| 26 | VEF                                             |
| 27 | Gustava Zemgala gatve                           |
| 28 | Lēdmanes iela                                   |
| 29 | 45. vidusskola                                  |
| 30 | Džutas iela                                     |
| 31 | Krustabaznīcas iela                             |
| 32 | Alfa                                            |
| 33 | Sporta akadēmija                                |
| 34 | Meža skola                                      |
| 35 | Tirzas iela                                     |
| 36 | Mārkalnes iela                                  |
| 37 | Jugla                                           |

| N° | Arrêt                                           |
| -- | ----------------------------------------------- |
| 1  | Jugla                                           |
| 2  | Mārkalnes iela                                  |
| 3  | Tirzas iela                                     |
| 4  | Meža skola                                      |
| 5  | Sporta akadēmija                                |
| 6  | Alfa                                            |
| 7  | Krustabaznīcas iela                             |
| 8  | Džutas iela                                     |
| 9  | 45. vidusskola                                  |
| 10 | Lēdmanes iela                                   |
| 11 | Gustava Zemgala gatve                           |
| 12 | VEF                                             |
| 13 | K. Barona iela                                  |
| 14 | Pērnavas iela                                   |
| 15 | Sporta nams "Daugava"                           |
| 16 | Tallinas iela                                   |
| 17 | Bērnu pasaule                                   |
| 18 | Ģertrūdes iela                                  |
| 19 | Dzirnavu iela                                   |
| 20 | Merķeļa iela                                    |
| 21 | Stacijas laukums                                |
| 22 | 13. janvāra iela                                |
| 23 | Grēcinieku iela                                 |
| 24 | Nacionālā bibliotēka                            |
| 25 | Slokas iela                                     |
| 26 | A. Grīna bulvāris                               |
| 27 | Nometņu iela                                    |
| 28 | Kalnciema iela                                  |
| 29 | Mārtiņa iela                                    |
| 30 | Kuldīgas iela                                   |
| 31 | Botāniskais dārzs / Rīgas Stradiņa universitāte |
| 32 | Kurzemes prospekts                              |
| 33 | Bebru iela                                      |
| 34 | Imantas iela                                    |
| 35 | Kleistu iela                                    |
| 36 | Dammes iela                                     |
| 37 | Imanta                                          |

## Galerie

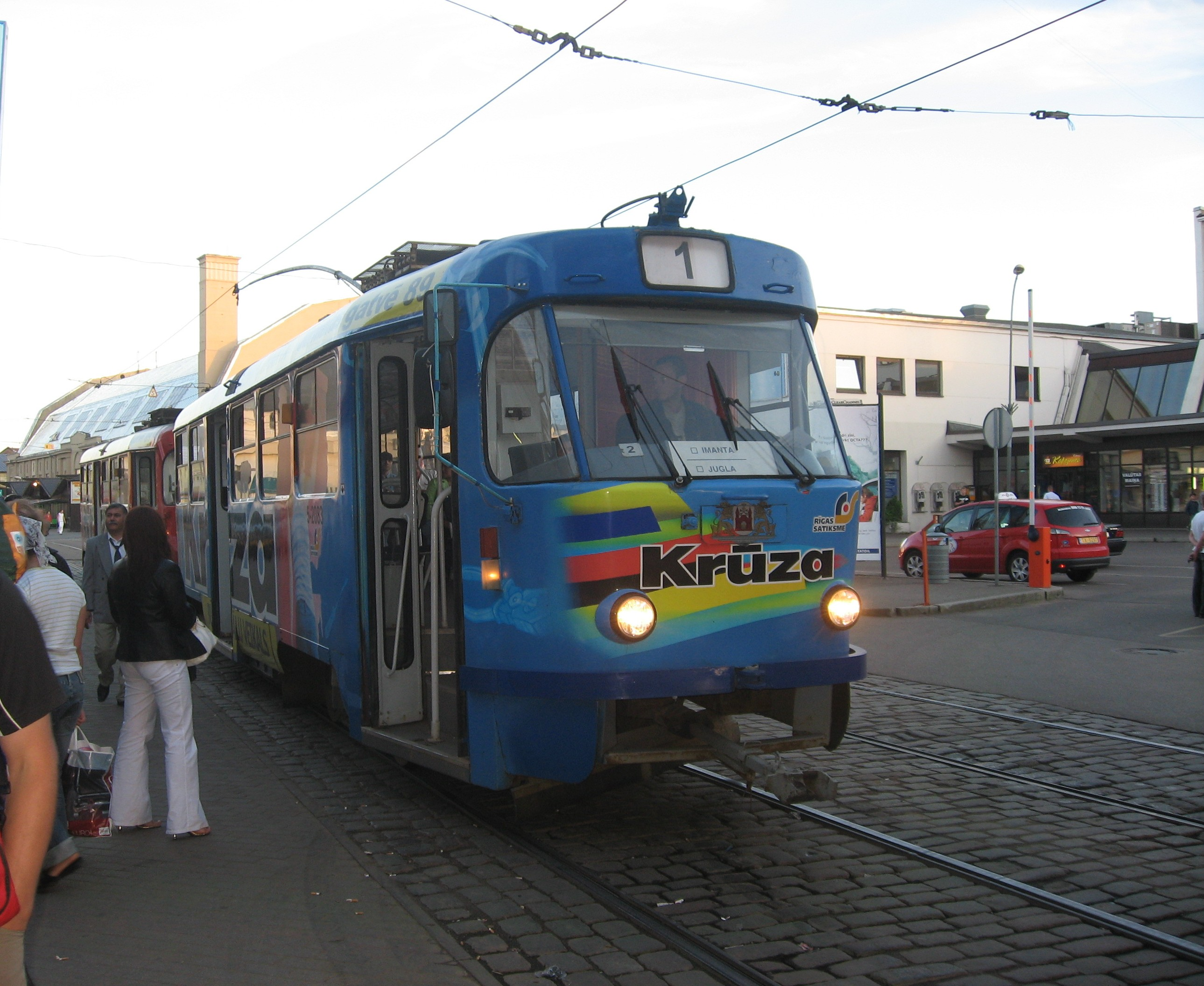
Rīgas Centrāltirgus (2007)
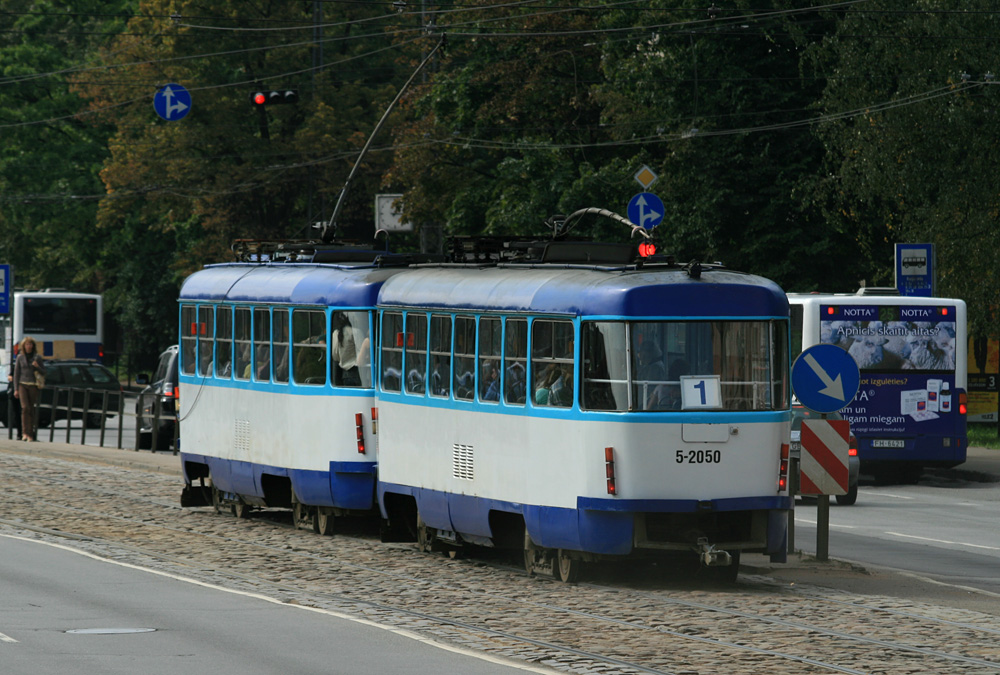
Uzvaras bulvārī
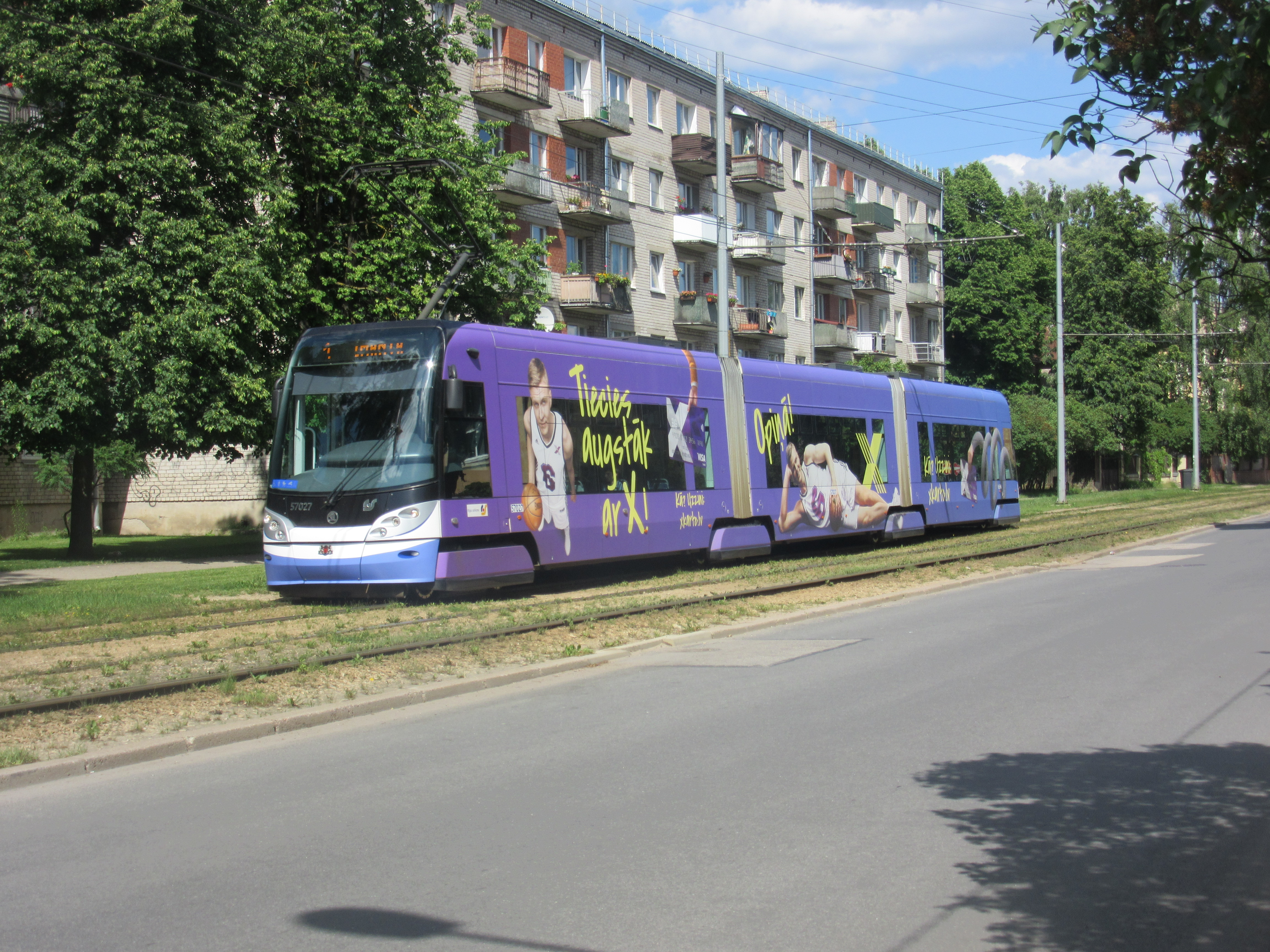
Ropažu ielā

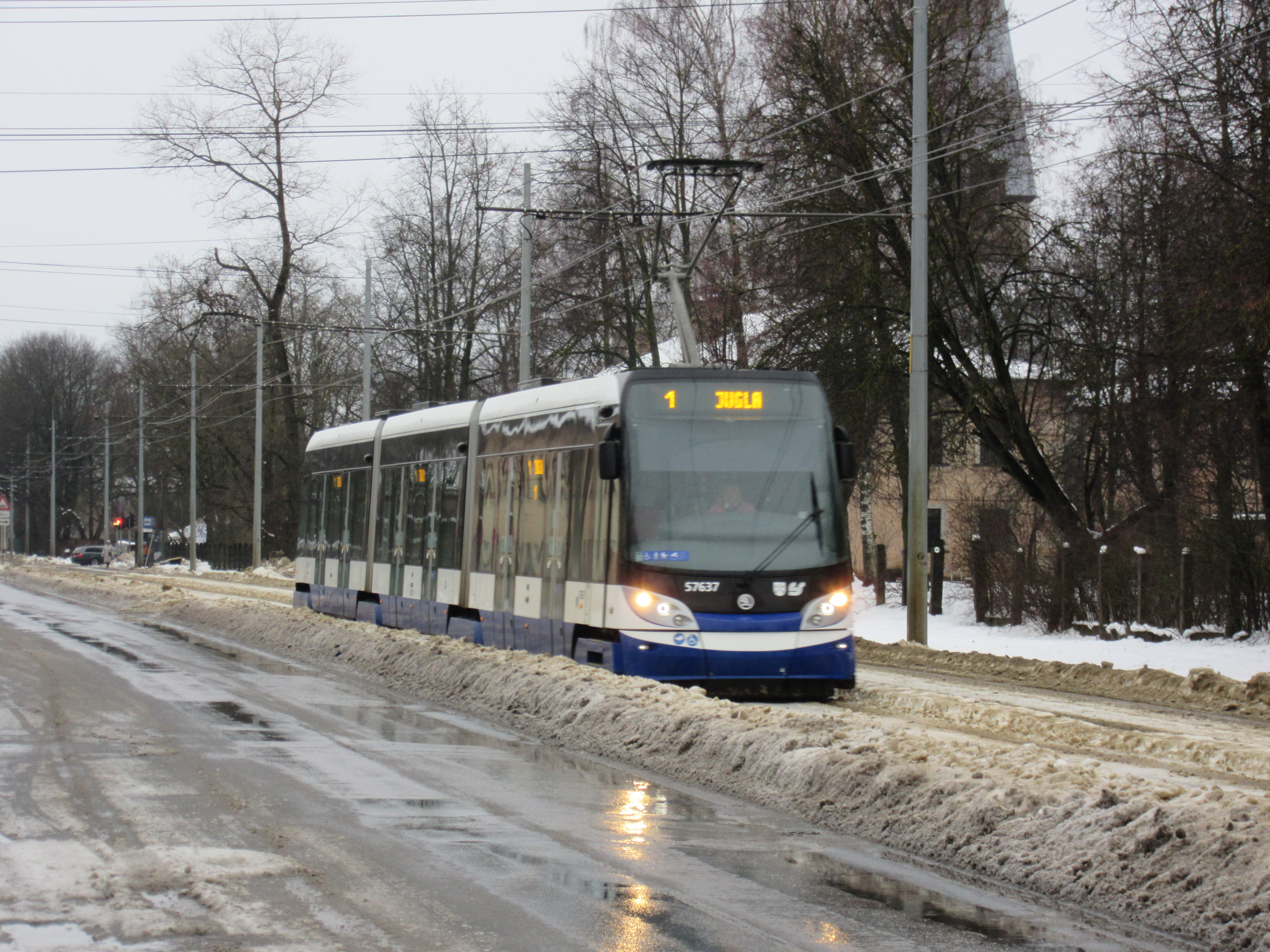
Ropažu ielā
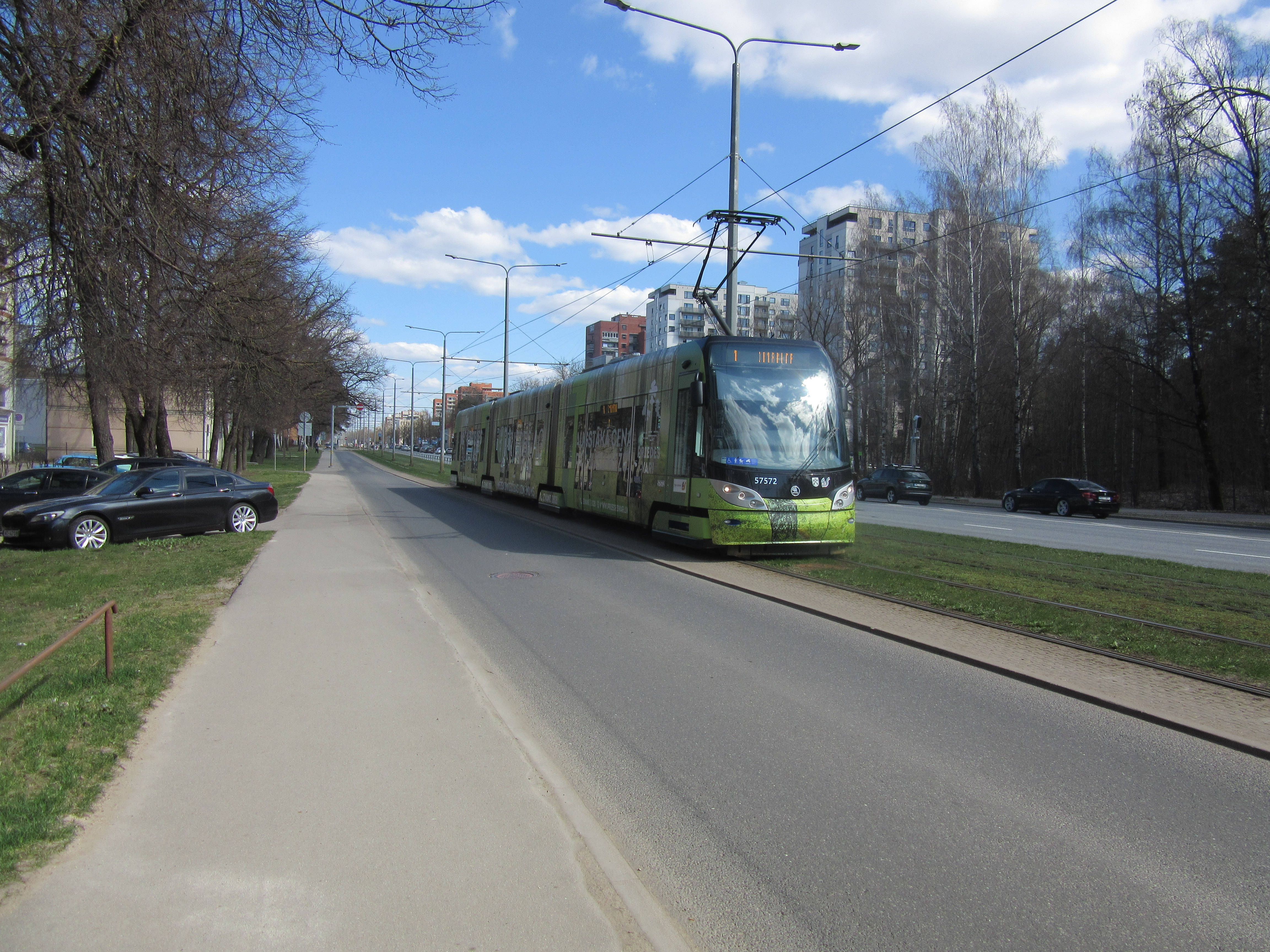
Brīvības gatvē
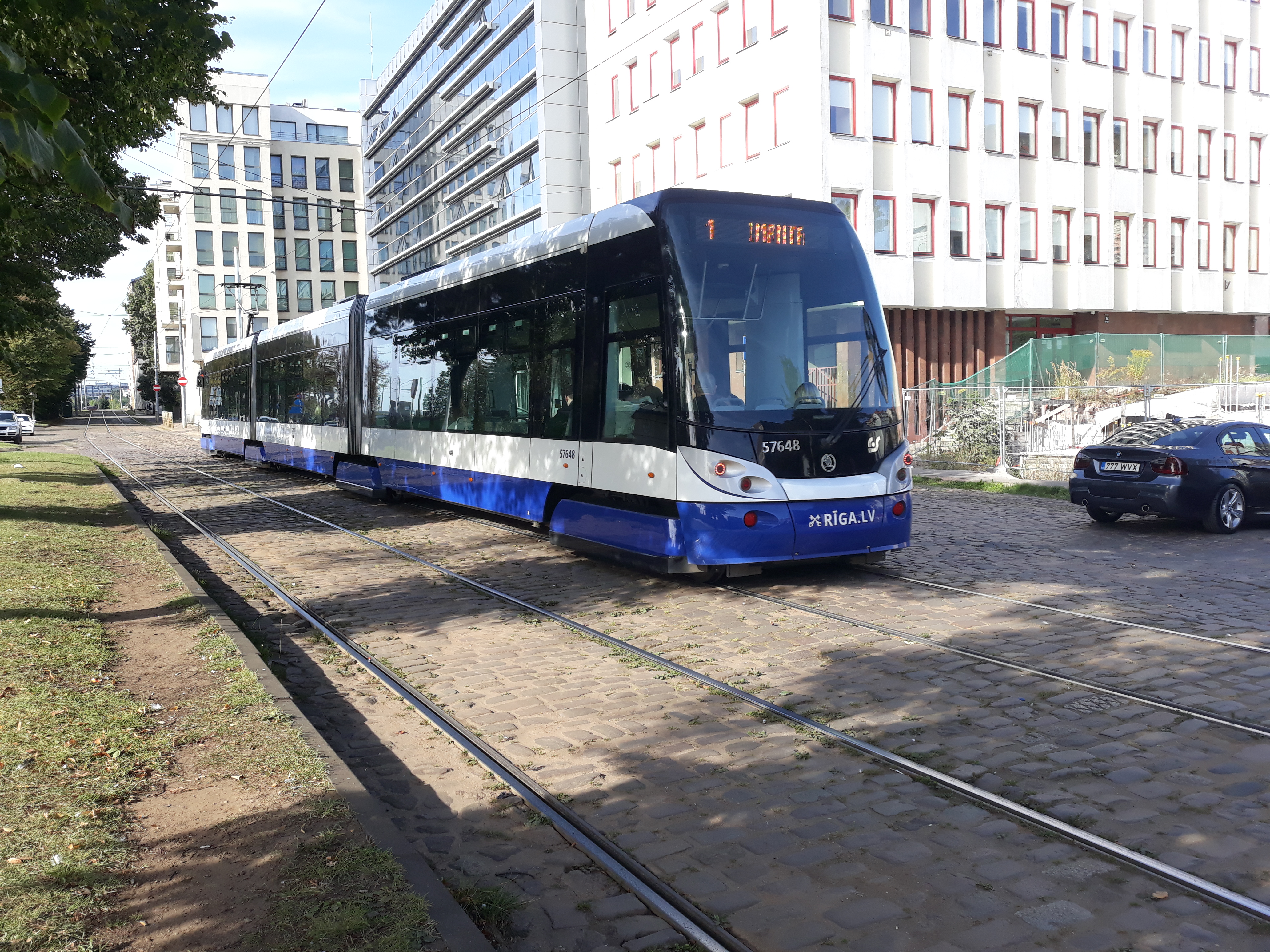
13. janvāra ielā
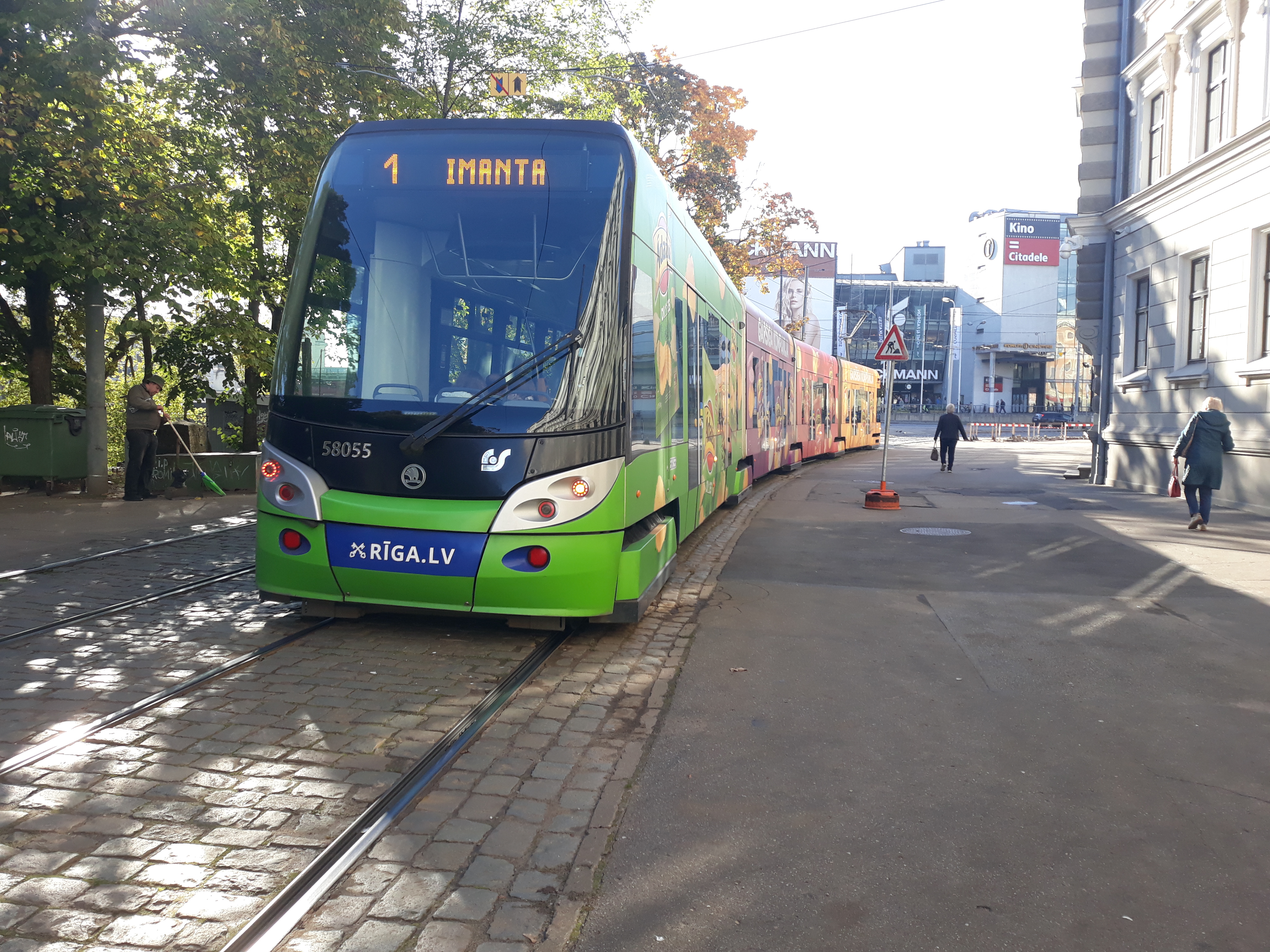
Radio ielā

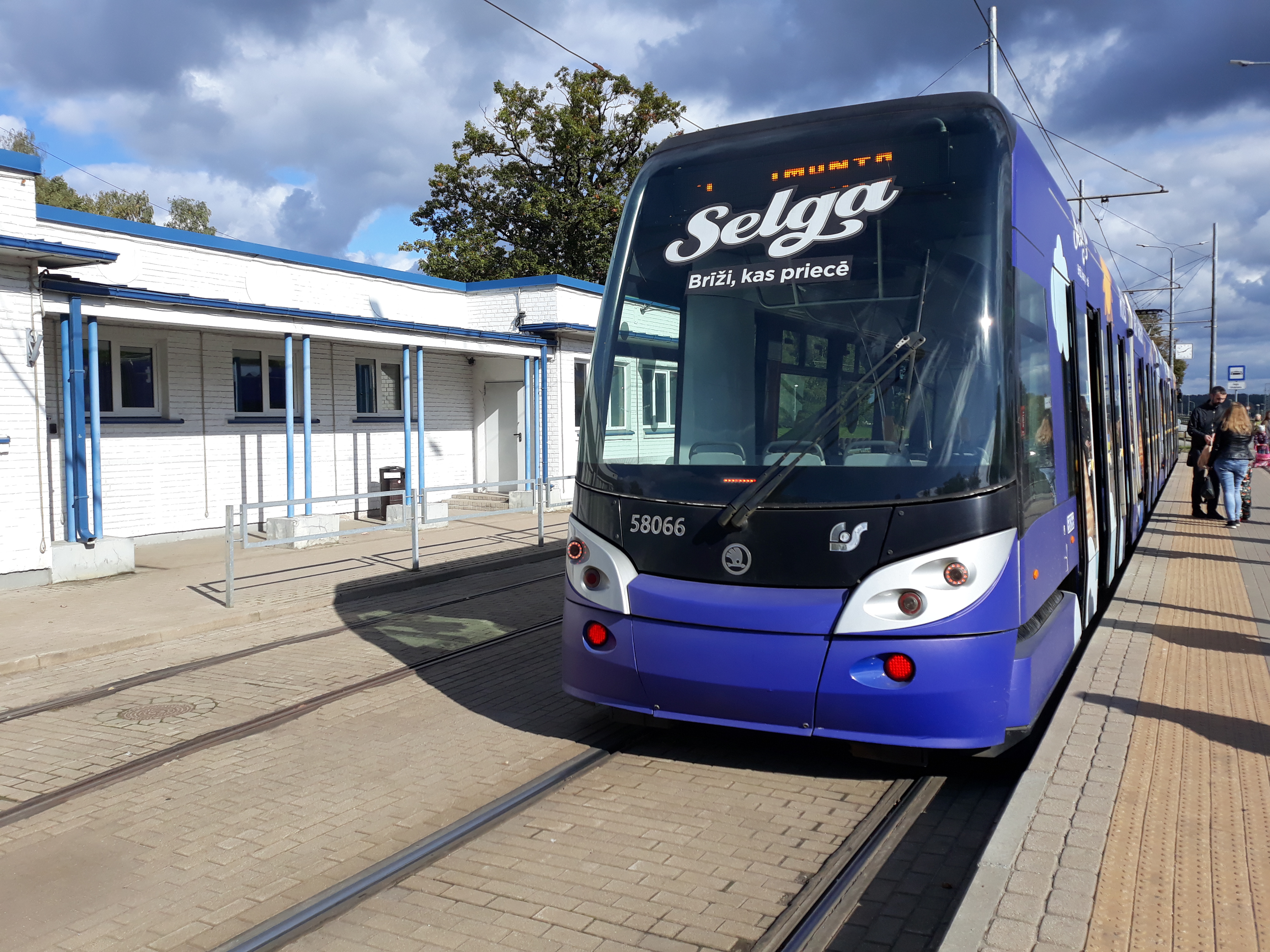
Jugla
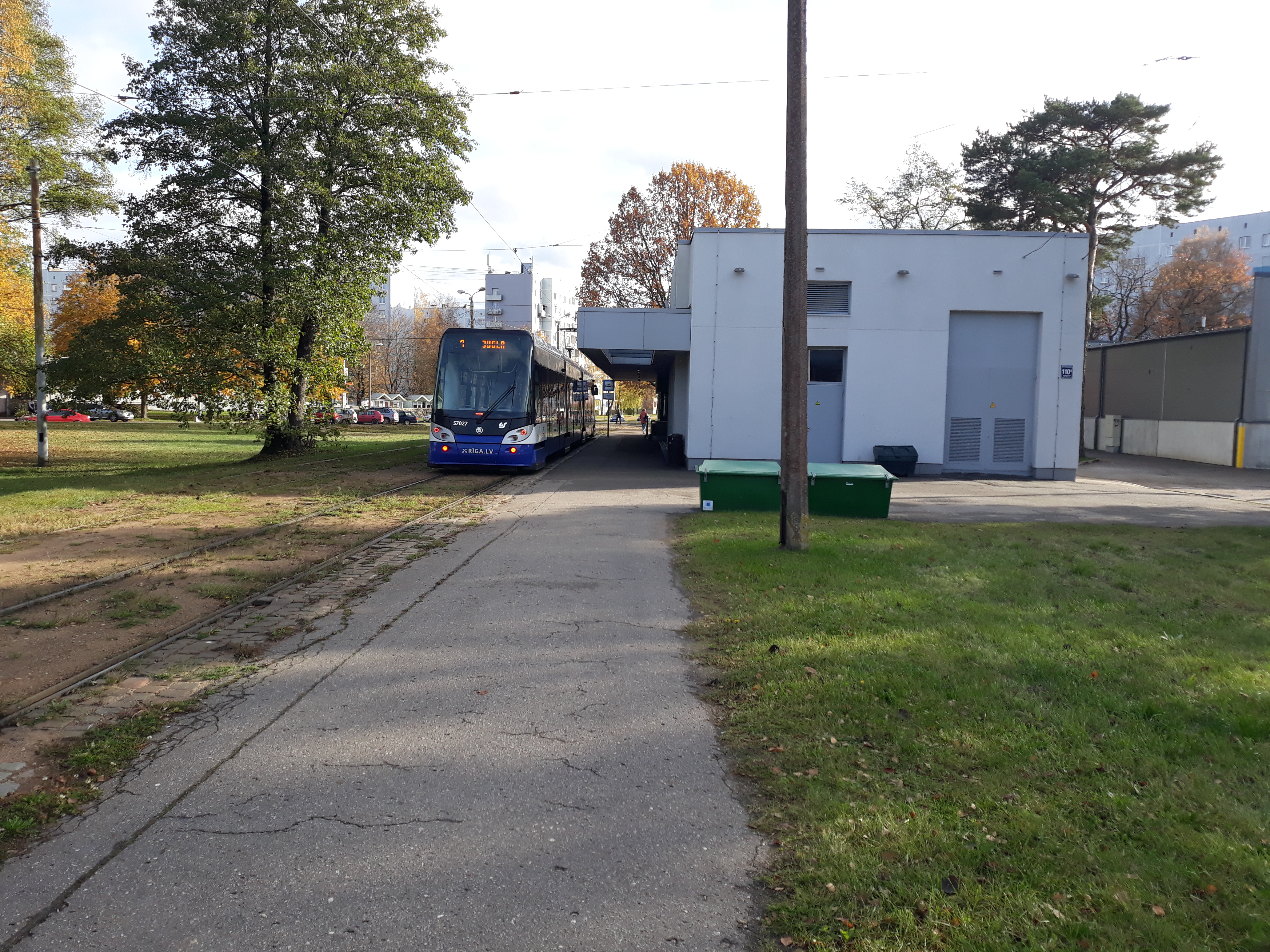
Imanta
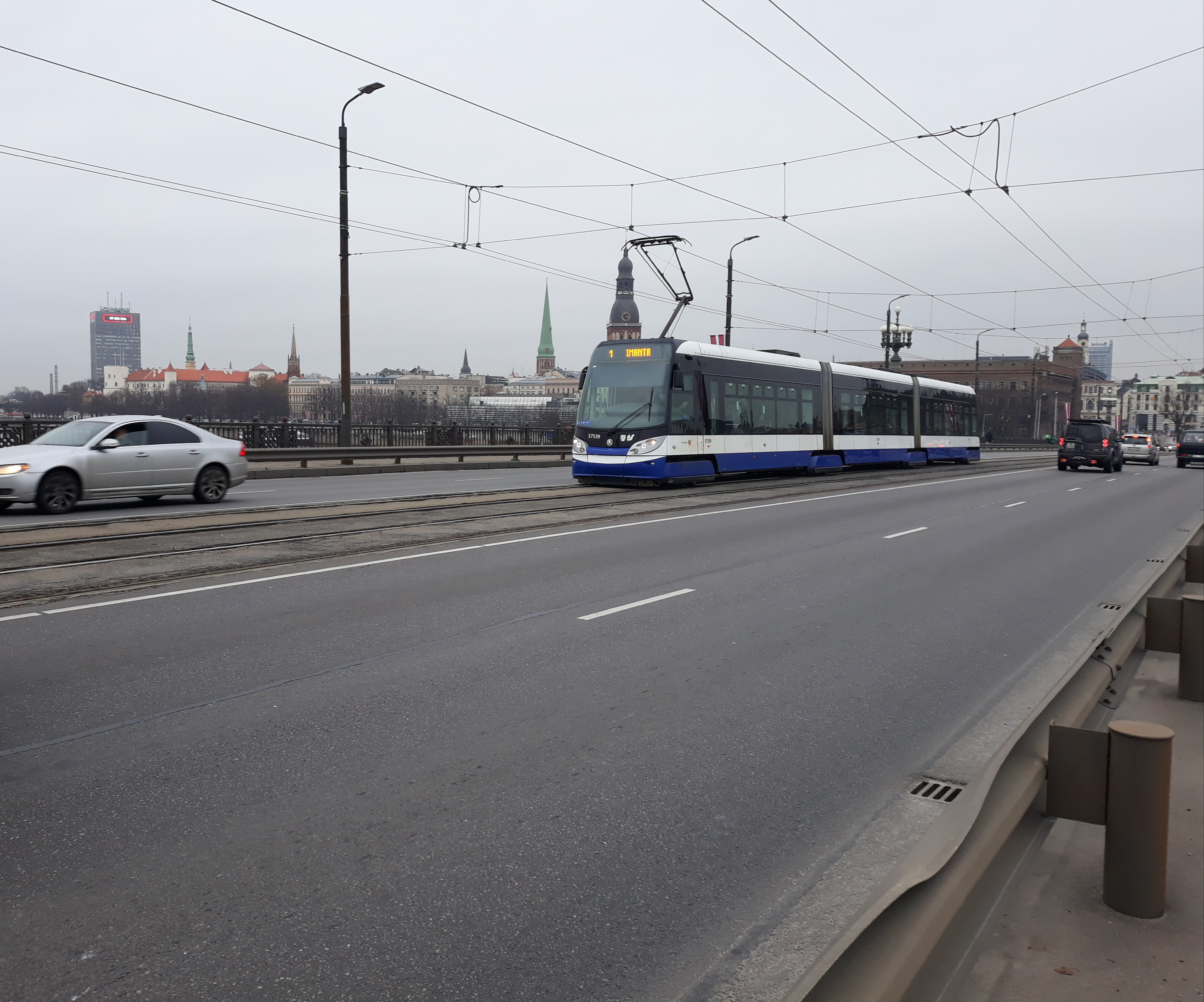
Akmen tilts
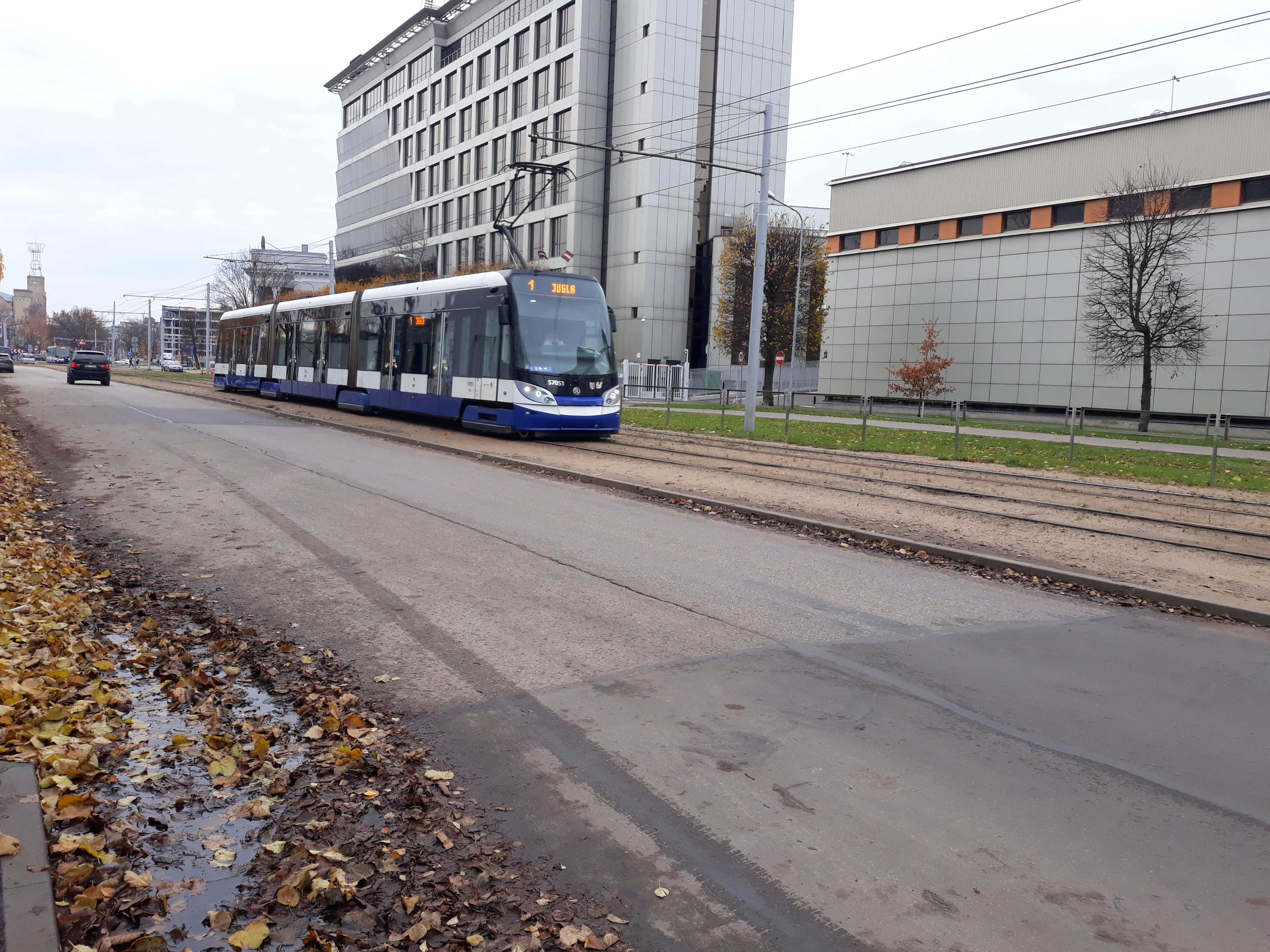
Ropažu ielā (2023)